# Aron Isak Silfversparre
Aron Isak Silfversparre, född 13 februari 1764, död 5 oktober 1837, var en svensk jurist, diplomat, hovman och godsägare. Han var den förste innehavaren av posten som kabinettssekreterare och var utnämnd av Gustav III

## Biografi
Aron Isak Silfversparre var son till majoren Nils Harald Silfversparre och Maria Charlotta Hewernick från Pommern, och var ättling till Jonas Bure. Han blev student vid Uppsala universitet 1780 och kanslist i justitierevisionen 1783. Han påbörjade därefter en diplomatisk karriär som kröntes med utnämningen till kabinettssekreterare 1791. Han blev kammarjunkare 1792. Han blev sedan lagman i Södermanlands lagsaga. Silfversparre blev även lagman i Stockholms läns, Södermanlands och Gotlands lagsaga 1833. Han var ledamot vid Södermanlands län hushållningssällskaps förvaltningsutskott 1819–1826. Han var därefter sällskapets vice ordförande 1826 till 1832.
Aron Isak Silfversparre gifte sig 1794 med sin kusin Ulrika Charlotta Klingfelt (1771–1844) vars mor tillhörde ätten Silfversparre. Deras äldste son var amanuens vid Vitterhetsakademien, och deras yngste son Carl Isak Silfversparre var sekreterare i Riksbanken.